# فردریک مارچ
ارنست فردریک مک‌اینتایر بیکل با نام هنری فردریک مارچ (به انگلیسی: Fredric March) (زاده ۳۱ اوت ۱۸۹۷ – درگذشته ۱۴ آوریل ۱۹۷۵) هنرپیشه سینما و صداپیشه رادیو آمریکایی و برنده دو جایزه اسکار بود. او یکی از مطرح‌ترین ستارگان هالیوود بوده‌است.

## بخشی از فیلم‌شناسی

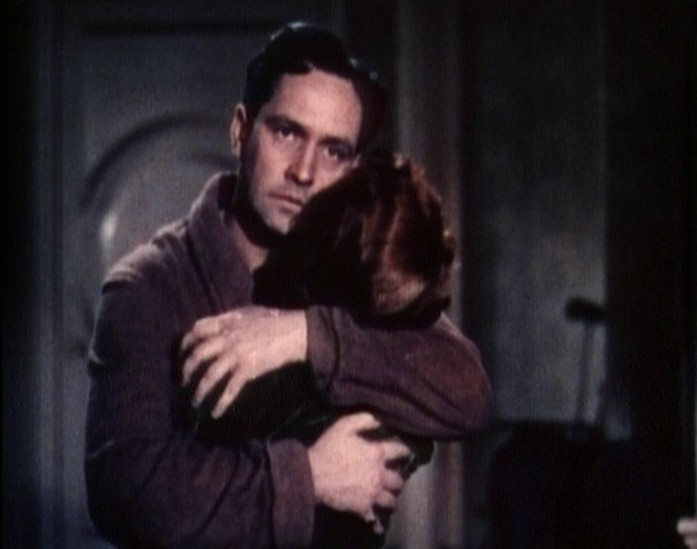
در فیلم ستاره‌ای متولد شده‌است در سال ۱۹۳۷

- حادثه بزرگ (۱۹۲۱)
- احساس مالکیت (۱۹۲۹)
- خانواده سلطنتی برادوی (۱۹۳۰)
- قتل شبه‌عمد (۱۹۳۰)
- دکتر جکیل و آقای هاید (۱۹۳۱)
- گناه من (۱۹۳۱)
- مرا ستاره کن (۱۹۳۲)
- برت‌های خیابان ویمپول (۱۹۳۴)
- عشق‌بازی‌های چلینی (۱۹۳۴)
- فرشته تاریکی (۱۹۳۵)
- بی‌نوایان (۱۹۳۵)
- ما دوباره زندگی می‌کنیم (۱۹۳۵)
- آنا کارنینا (۱۹۳۵)
- آنتونی ادورس (۱۹۳۶)
- ستاره‌ای متولد شده‌است (۱۹۳۷)
- بوکانیر (۱۹۳۸)
- باد بسامان (۱۹۳۸)
- پیروزی (۱۹۴۰)
- یک پا در بهشت (۱۹۴۱)
- بهترین سال‌های زندگی ما (۱۹۴۶)
- کریستف کلمب (۱۹۴۹)
- مرگ فروشنده (۱۹۵۱)
- اسکندر کبیر (۱۹۵۶)
- آلبرت شوایتزر (۱۹۵۷)
- میراث باد (۱۹۶۰)
- هفت روز در ماه مه (۱۹۶۴)
- Hombre   1967
- مرد یخین می‌آید (۱۹۷۳)
- شیطان

## جوایز
- جایزه اسکار بهترین بازیگر نقش اول مرد (۱۹۳۲، ۱۹۴۶)
- خرس نقره‌ای برای بهترین بازیگر مرد (۱۹۶۰)
- جایزه گلدن گلوب بهترین بازیگر مرد فیلم درام (۱۹۵۱)
- جام ولپی بهترین بازیگر مرد (۱۹۳۲ و ۱۹۵۲)
- جایزه تونی بهترین بازیگر نقش اول مرد (۱۹۴۷ و ۱۹۵۷)
- جایزه دیوید دی دوناتلو برای بهترین بازیگر خارجی (۱۹۶۴)

## مرگ
مارس در 14 آوریل 1975 در سن 77 سالگی بر اثر سرطان پروستات در لس آنجلس درگذشت .  او در ملک خود در نیو میلفورد، کانکتیکات به خاک سپرده شد .